# Мидвејска совица
Мидвејска совица (лат. Agrotis fasciata, енгл. Midway noctuid moth) је инсект из реда лептира (Lepidoptera) и фамилије совица (Noctuidae). 

## Распрострањење
Ареал врсте је био ограничен на једну државу. Сједињене Америчке Државе су биле једино познато природно станиште врсте.

## Станиште
Врста је била присутна на подручју Хавајских острва.

## Угроженост
Ова врста је изумрла, што значи да нису познати живи примерци.